# 羅地島
羅地島是印度尼西亞東努沙登加拉省的島嶼，是小巽他群島的一部分，面積1,200平方公里，處於澳洲東北500公里、亞什摩及卡地爾群島東北170公里、帝汶西北面，北臨薩武海，南接帝汶海，是麥氏長頸龜棲息地，居民以務農為主。

## 圖片集

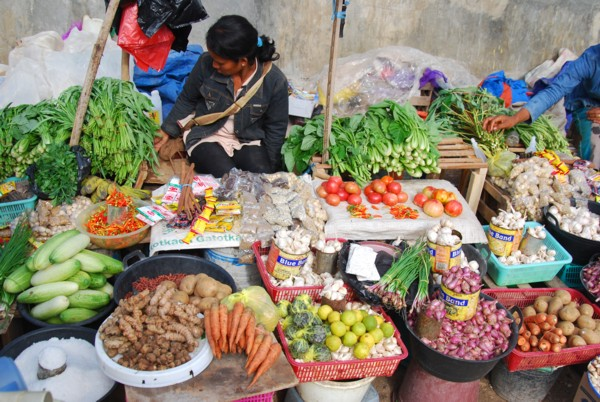
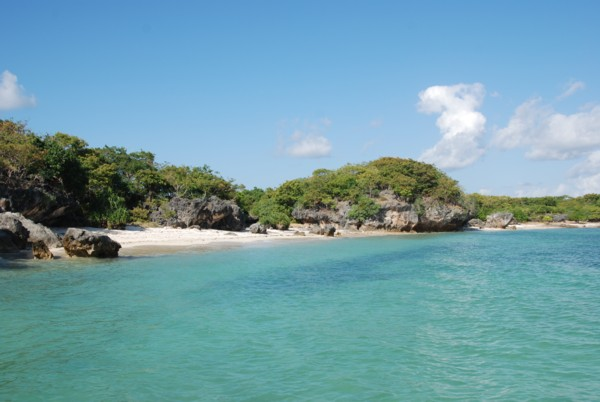
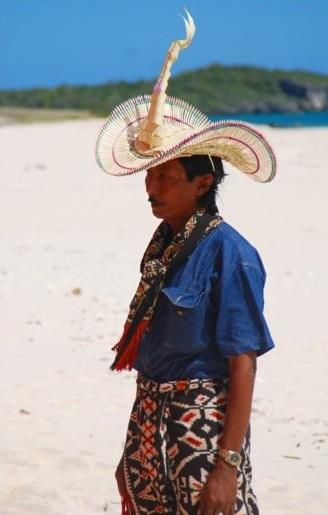
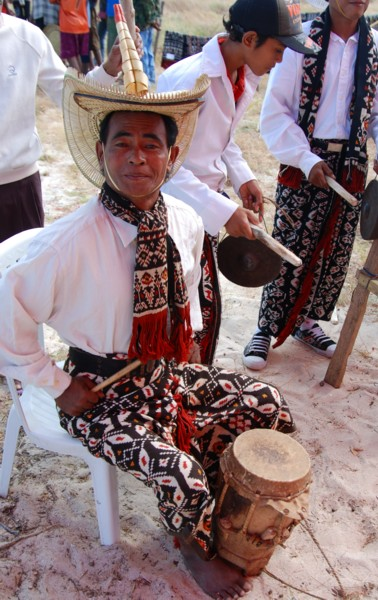

## 外部連結
- http://www.indonesia-tourism.com/east-nusa-tenggara/rote_island.html （页面存档备份，存于）

10°28′S 123°23′E / 10.467°S 123.383°E